# Ige (vallás)
| (magyarul) „Kezdetben volt az Ige, és az Ige Istennél volt, és Isten volt az Ige. Ez volt kezdetben az Istennél. Mindenek őáltala lettek, és nála nélkül semmi sem lett, ami lett. Őbenne élet volt, és az élet volt az emberek világossága. És a világosság a sötétségben világít, de a sötétség azt föl nem fogta.” | (latin)„In principio erat Verbum et Verbum erat apud Deum et Deus erat Verbum. Hoc erat in principio apud Deum. Omnia per ipsum facta sunt et sine ipso factum est nihil quod factum est. In ipso vita erat et vita erat lux hominum. Et lux in tenebris lucet et tenebrae eam non conprehenderunt.” |
| – Újszövetségi Szentírás a Vulgata szerint Káldi György fordítása nyomán, tekintettel az eredeti szövegre (1934). | |

Az Ige (görögül: Logosz; latinul: Verbum) nagybetűvel írva Isten kinyilatkoztatása a Bibliában. Ebben az értelemben használva szokás (főleg protestáns körökben, de katolikusoknál sem ritka) egyes bibliai szakaszokról (vagy akár egyetlen bibliai versről) mint „egy igéről” beszélni (ez esetben kisbetűvel). A nagy kezdőbetűvel írt Ige a Szentháromság második személyét, Jézust, a Fiúistent is jelenti, akinek Isten kimondott szavával való azonossága keresztény hittétel.

## Azigemagyar szó eredete
Az ige szavunk eredeti értelme egyszerűen: „szó”, „beszéd”, de a vallástörténetben ismert módon nagyon korán hozzátapadt a „varázsszó”, „bűvös szó”, „varázsige” jelentése (a kimondott szó, a „teremtő szó” valóságteremtő és -alakító szerepe számos világteremtés-mítoszból, mágikus hatásának hite számos archaikus vallásból adatolt). A sztoikusok Logosznak, azaz Szónak nevezték a világot irányító értelmet.

## Az Ige (Logosz)
A zsidó-keresztény hitvilág alapélménye az a bizonyosság, hogy Isten kapcsolatot teremtett a világgal. Az Ószövetség valóságos tárháza Isten különböző megjelenéseinek. E teofániáknak számos módja lehet: látomás, álom, eksztázis vagy sugallat, esetleg angyal útján, továbbá természeti jelenségekben és történelmi eseményekben.
„Ezeken az Isten-megjelenéseken túl a kinyilatkoztatásnak legnagyobb jelentőségű sajátos formája az Ószövetségben az Isten szava, »dabar Jahve«. Izrael nagy privilégiuma és Jahve ajándéka választott népe számára, hogy »szólott hozzá az Úr«. Bár az egész népet illeti ez az ajándék, a Szentírás nem hoz olyan esetet, amikor egész Izrael hallotta volna Isten beszédét. […] Ez lett az Ószövetség alap-meggyőződése, hogy bár Isten igéje mindannyiuknak szól, ezt nem közvetlenül intézi hozzájuk, hanem egyes kiválasztottak közvetítésével. Ezek voltak a próféták, akiknek ajkán a szinte mágikus erejű »dabar Jahve« 225-ször így szignálva – jelenik meg.”
Az Újszövetségben a magyar fordítások „Ige” szava általában a görög Λογος (Logosz) szó megfelelője. A szó a hellenisztikus, görög nyelvű zsidó irodalomban (többek között Alexandriai Philón nyomán) már a kereszténység előtt ismert volt, azonban keresztény teológiai kifejezésként vált közismertté, s alapjelentésében (nagy kezdőbetűvel) a Szentháromság második személyét, a Jézust, a Fiúistent jelöli.
Isten ó- és újszövetségi megszólalásának egymáshoz való viszonyáról az Újszövetségen belül többek között ezt olvashatjuk:
„Miután régen sokszor és sokféleképpen szólt Isten az atyákhoz a próféták által, ezekben a végső időkben a Fiú által szólt hozzánk, akit örökösévé tett mindennek, aki által a világot teremtette. Ő Isten dicsőségének a kisugárzása és lényének képmása, aki hatalmas szavával hordozza a mindenséget.”
A keresztény hit alapja az a meggyőződés, hogy Jézus Krisztusban Isten teljes önmagát kimondta és a világnak adta, nem rész, hanem egész szerint (görög: kata holon → „katholikosz3”). Istennek, miután e végső Szavát (Igéjét) – önmagát – kimondta, más mondanivalója nincs, nem is lehet a világ felé.

### A Logosz-himnusz
A Logosz szó János evangéliuma bevezetőjében, az ún. János-prológusban (Jn 1,1–18) található, amely emiatt Logosz-himnusz néven is közismert. A szövegről a bibliakutatók úgy tartják, hogy a szerző az evangélium elkészültét követően, utólag illesztette a mű elejére, mintegy hitvallásként.
A János-prológus Jézus Krisztus préegzisztenciájáról beszél, vagyis megtestesülése előtti, öröktől való létéről. A bevezető versek („Kezdetben volt az Ige, és az Ige Istennél volt, és Isten volt az Ige”) a teológiatörténet talán legvitatottabb szavai: a Jézus isteni mivoltát firtató ókeresztény krisztológiai vitákban használták érvként is, ellenérvként is.

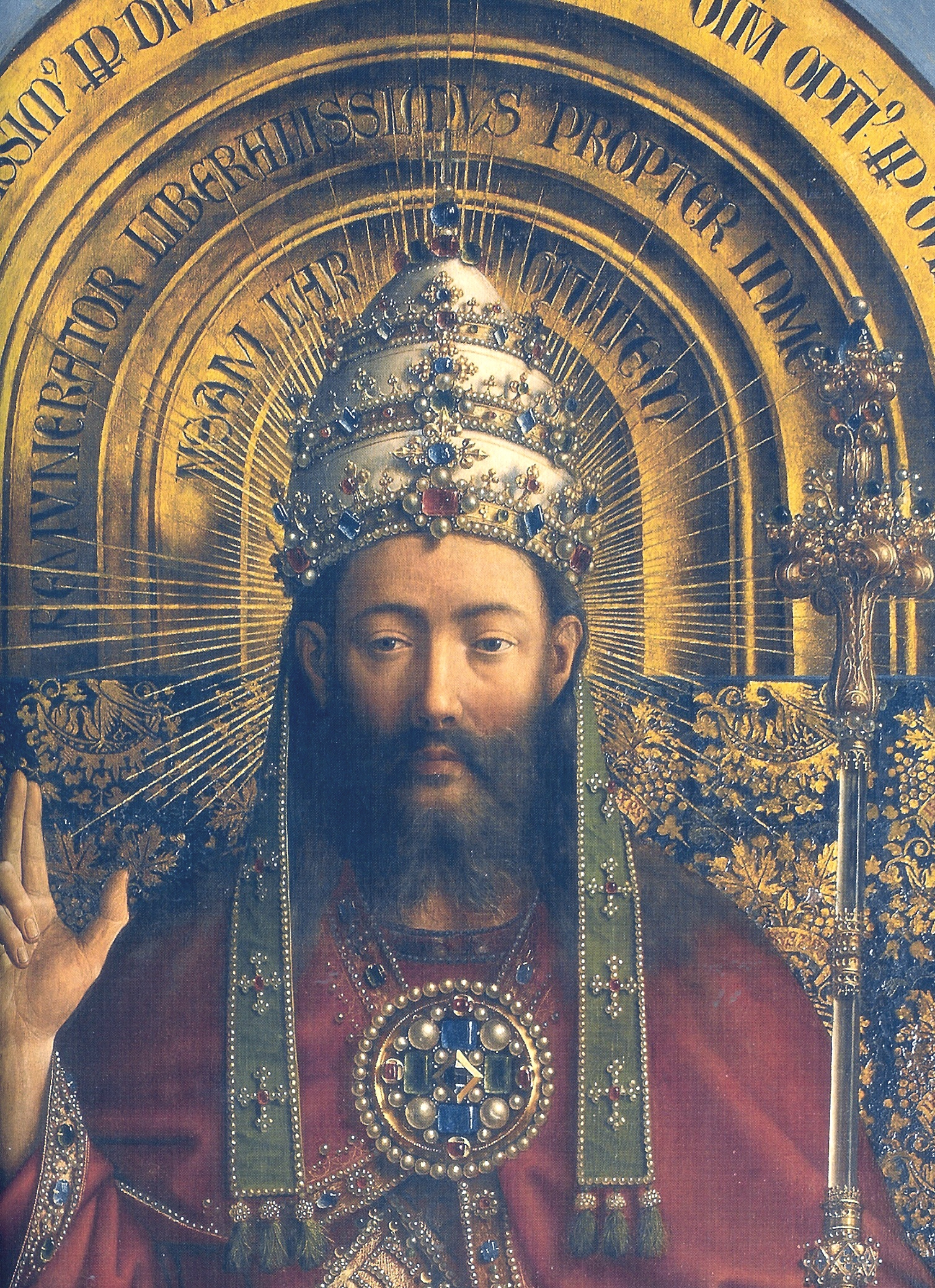
Eyck testvérek: Genti oltár Úr - Jézus

A szöveg:
Kezdetben volt az Ige, és az Ige Istennél volt, és Isten volt az Ige.
Ő kezdetben az Istennél volt.
Minden általa lett, és nélküle semmi sem lett, ami létrejött.
Benne élet volt, és az élet volt az emberek világossága.
A világosság a sötétségben fénylik, de a sötétség nem fogadta be.
Megjelent egy ember, akit Isten küldött, akinek a neve János.
Ő tanúként jött, hogy bizonyságot tegyen a világosságról,
és hogy mindenki higgyen általa.
Nem ő volt a világosság, de a világosságról kellett bizonyságot tennie.
Az Ige volt az igazi világosság, amely megvilágosít minden embert: ő jött el a világba.
A világban volt, és a világ általa lett, de a világ nem ismerte meg őt:
saját világába jött, és az övéi nem fogadták be őt.
Akik pedig befogadták, azokat felhatalmazta arra, hogy Isten gyermekeivé legyenek;
mindazokat, akik hisznek az ő nevében,
akik nem vérből, sem a test, sem a férfi akaratából, hanem Istentől születtek.
Az Ige testté lett, közöttünk lakott,
és láttuk az ő dicsőségét, mint az Atya egyszülöttjének dicsőségét,
telve kegyelemmel és igazsággal.
János bizonyságot tett róla, és azt hirdette:
„Ő volt az, akiről megmondtam: Aki utánam jön, megelőz engem, mert előbb volt, mint én.”
Mi pedig valamennyien az ő teljességéből kaptunk kegyelmet kegyelemre.
Mert a törvény Mózes által adatott, a kegyelem és az igazság Jézus Krisztus által jelent meg.
Istent soha senki sem látta: az egyszülött Isten, aki az Atya kebelén van, az jelentette ki őt.

## Írott és kimondott ige
A szentháromságtani értelmezés szerint az Ige az Atya kimondott szava, lényege, önközlése. Ebből a gondolatmenetből következik, hogy maga a Jézus személyében beteljesedő kinyilatkoztatás is Isten Igéjének nevezhető. Így a keresztény szóhasználatban az Ige kifejezés az örök időktől létező Krisztusról fokozatosan áttevődött a kinyilatkoztatás írásbeli hordozójára, a Bibliára.
A magyar bibliafordításokban az ige nemcsak a logosz fordítása, hanem egy másik görög szóé (ρημα, rhéma) is. A magyarázatokban a különbség az „írott ige” (logosz) és „beszélt, kijelentett ige” (rhéma) fogalmának szétválasztásaként jelenik meg.

## Ezoterikus értelmezések
Isten régi, találóbb neve: Él. Az élőlény igéjét tettnek nevezzük, akkor is, ha a tett eredménye egy tárgy. A tett az elkövető és a teremtett tárgy között van.
Az Ige Él-től származik, és minden általa lett. Tehát az első ige az Él. A második ige az Ige. A többi ige csak ezután következik. 
Az Ige jelentése: szellemi erővel elkövetett tett. 
Három formája van. 
- 1. A gondolat teremtő ereje.
- 2. A közvetett ige, amikor az elhangzott utasítást másvalaki végzi el.
- 3. A közvetlen ige, amikor az elhangzott utasítás hatására megvalósul a "tett".[8]